# Friedensstraße 221 (Mönchengladbach)

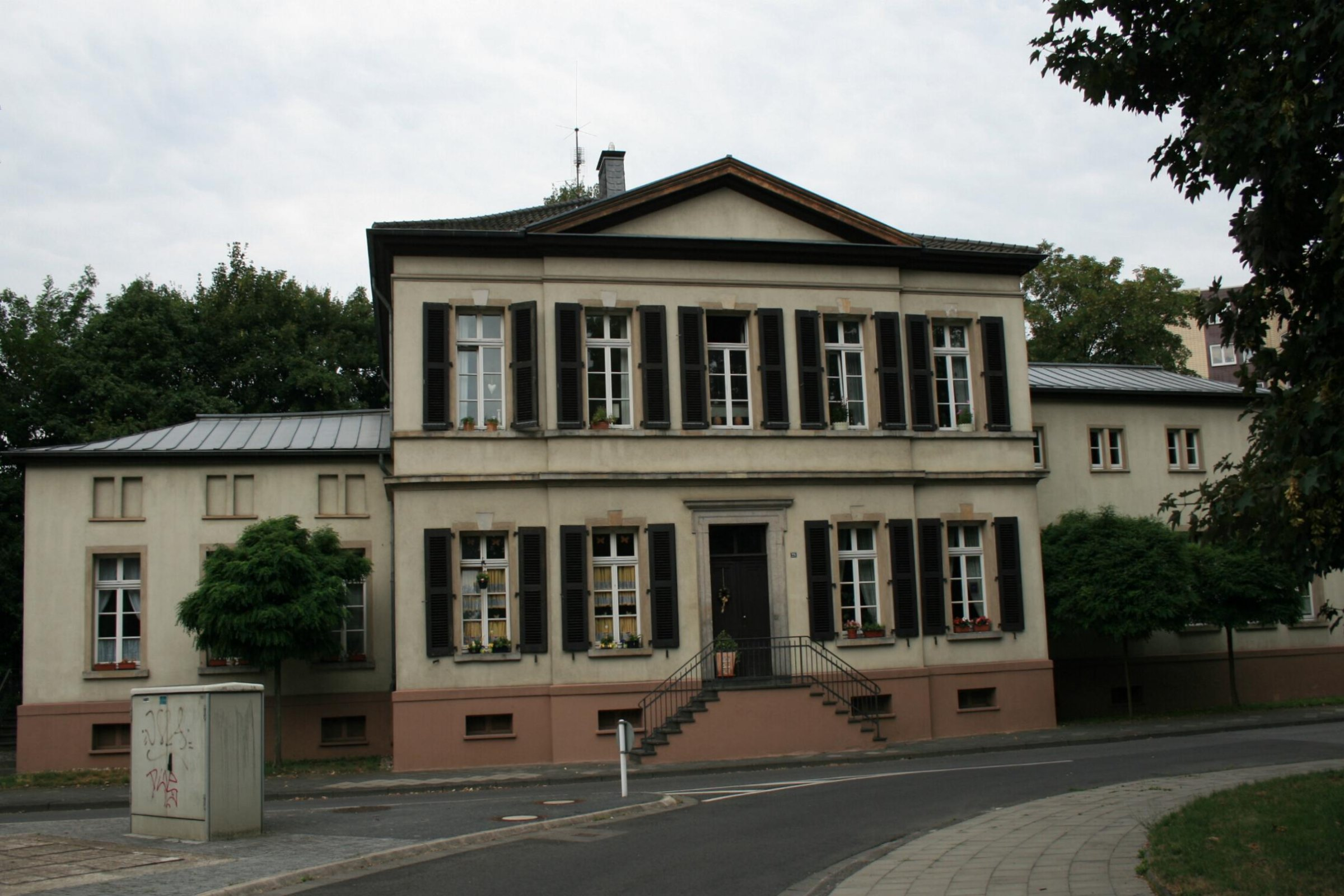
Wohnhaus (Villa), 2010

Das Wohnhaus Friedensstraße 221 steht im Stadtteil Rheydt in Mönchengladbach (Nordrhein-Westfalen).
Das Gebäude wurde 1828 erbaut. Es ist unter Nr. F 010 am 24. September 1985 in die Denkmalliste der Stadt Mönchengladbach eingetragen worden.

## Architektur
Es handelt sich um einen freistehenden Villenbau aus verputztem Backstein mit gegliederten Werksteinelementen, der 1828 errichtet wurde. Der zweigeschossige kubische Hauptbaukörper von 3:5 Fensterachsen steht unter einem flachgeneigten Walmdach. Er ist an Straßen- und Gartenfront durch einen dreiachsigen Mittelrisalit mit Dreiecksgiebel ausgezeichnet.
Die repräsentative Fabrikantenvilla des frühen 19. Jahrhunderts ist eines der qualitätsvollsten Beispiele für die Architektur des Klassizismus im Stadtgebiet.